# Судисловская волость
Судисловская волость — волость в составе Волоколамского уезда Московской губернии. Возникла в 1910-е годы и существовала до 1929 года. Центром волости была деревня Судислово.
По данным 1922 года в Судисловской волости было 17 сельсоветов: Акиньинский, Андреевский, Бабинский, Городковский, Дятловский, Зденежский, Лобановский, Обуховский, Паршинский, Пленицинский, Рождественский, Судисловский, Хованский, Шаховской, Шестаковский, Юрьевский, Ядровский.
В 1924 году Дятловский с/с был переименован в Дубровинский, Зденежский — в Коптязинский, Юрьевский — в Сизеневский, Паршинский — в Жилогорский, Пленицинский — в Аксаковский. Из Лобановского с/с был выделен Павловский с/с, а Шаховский с/с присоединён к Лобановскому. 31 октября 1924 года к Судисловской волости была присоединена Муриковская волость.
В 1925 году были образованы Борисовский, Волочановский, Дашковский, Малинковский, Муриковский, Пановский, Рябинковский, Титеевский, Шаховский с/с. Шестаковский с/с был переименован в Гординский, Дубровинский — в Дятловский. К Андреевскому с/с был присоединён Павловский.
В 1926 году к Лобановскому с/с был присоединён Шаховский, а Жилогорский с/с был переименован в Паршинский.
В 1927 году Обуховский с/с был переименован в Бролинский, Аксаковский — в Пленицинский, Дятловский — в Дубровинский, Муриковский — в Куниловский. Из Пеленицинского с/с был выделен Гольцовский, из Городковского — Княже-Горский, из Бабинского — Ровнинский, из Дашковского — Пыщеровский, из Гординского — Лесаковский.
В 1929 году Ровнинский с/с был переименован в Елизаровский, Дубровинский — в Дятловский. Были образованы Аксаковский и Муриковский с/с; упразднены — Лесаковский и Дашковский.
По данным 1926 года в деревнях Акиньино, Аксаково, Борисовка, Бролино, Бурцево, Вишенки, Дубровино, Малинки, Паново, Пленицино, Паршино 2, Рождественно, В. Рябинки, Судислово, Юрьево; сёлах Волочаново, Городково I, Елизарово, Муриково имелись школы. В селе Волочаново была изба-читальня. В селе Муриково находились амбулаторный пункт и лесничество. В посёлке Шаховский размещались школа I ступени, школа крестьянской молодёжи, суд, ветеринарная лечебница, агропункт, отделение милиции, больница, почтово-телеграфная станция.
В ходе реформы административно-территориального деления СССР в 1929 году Судисловская волость была упразднена, а её территория вошла в состав Шаховского района.